# Erromenus punctidens
Erromenus punctidens là một loài tò vò trong họ Ichneumonidae.